# Antonio Negrini
Antonio Giuseppe Negrini (Molare, 28 gennaio 1903 – Molare, 25 settembre 1994) è stato un ciclista su strada e pistard italiano, professionista dal 1926 al 1938 e vincitore del Giro di Lombardia 1932.

## Carriera
Corse per le più importanti squadre dell'epoca; il principale successo che colse fu la vittoria nel Giro di Lombardia 1932, quando sconfisse Domenico Piemontesi. Nel 1928 vinse il Giro di Romagna e la Roma-Napoli-Roma, mentre l'anno successivo si impose nel Giro del Piemonte. Al Circuit du Midi, gara che si svolgeva nella Francia meridionale, vinse la classifica generale nel 1935. Partecipò a sei edizioni del Giro d'Italia, concludendo al terzo posto nel 1927 e al quarto posto nel 1929.

## Palmarès

### Strada
- 1928 (Maino, due vittorie)

Giro di Romagna
Roma-Napoli-Roma
- 1929 (Maino, una vittoria)

Giro del Piemonte
- 1932 (Atala, una vittoria)

Giro di Lombardia
- 1933 (Génial Lucifer, una vittoria)

2ª tappa Circuit du Midi
- 1935 (Fréjus, due vittorie)

2ª tappa Circuit du Midi (Millau > Toulouse)
Classifica generale Circuit du Midi

#### Altri successi
- 1929 (Maino, una vittoria)

Criterium di Torino

### Pista
- 1928

Sei Giorni di Lipsia (con Costante Girardengo)

## Piazzamenti

### Grandi giri
- Giro d'Italia

1926: ritirato
1927: 3º
1929: 4º
1930: 6º
1931: 12º
1932: 22º
1935: 35º
1936: non partito (1ª tappa)
1938: ritirato (8ª tappa)

### Classiche monumento
- Milano-Sanremo

1927: 6º
1928: 4º
1929: ritirato
1930: 7º
1931: 20º
1933: 7º
1934: 42º
1935: 7º
1936: 24º
1938: 28º
1939: 96º
- Giro di Lombardia

1926: 2º
1927: 3º
1930: 8º
1932: vincitore
1933: 18º
1935: 20º

### Competizioni mondiali
- Campionati mondiali

Apeldoorn 1925 - In linea Dilettanti: 24°
- Giochi olimpici

Parigi 1924 - Individuale: 15º
Parigi 1924 - A squadre: 5º